# Grignoncourt
Grignoncourt là một xã, nằm ở tỉnh Vosges trong vùng Grand Est của Pháp. Xã này có diện tích 5,41 km², dân số năm 1999 là 38 người. Xã này nằm ở khu vực có độ cao trung bình 286 m trên mực nước biển.
Dân địa phương tiếng Pháp gọi là Grignoncourtois.

## Biến động dân số
| 1962                                         | 1968 | 1975 | 1982 | 1990 | 1999 |
| -------------------------------------------- | ---- | ---- | ---- | ---- | ---- |
| 52                                           | 85   | 77   | 65   | 49   | 38   |
| Số liệu từ năm 1962: Dân số không tính trùng |      |      |      |      |      |